# Геловани, Софо
Софо Геловани (груз. სოფო გელოვანი; 21 марта 1984, Тбилиси, СССР) — грузинская певица, которая совместно с Нодико Татишвили представили Грузию на конкурсе песни «Евровидение 2013», с песней «Waterfall» Софо, известна тем, что заняла второе место в Dzjeostari 2010 года.

## Биография
Софо происходит из древнего княжеского рода Геловани. В детстве Софико была солисткой вокального ансамбля «Нергеби».
В 2000 году юная певица победила на Ереванском международном конкурсе детской и юношеской песни. Удостоена Гран-при на фестивале «Путь к звездам» в Санкт-Петербурге. В 2007 году одерживает победу на Всероссийском конкурсе «Весна романса», получает Гран-при на ежегодном конкурсе памяти Андрея Петрова и выигрывает «Всемирную романсиаду». Софико Геловани - одна из самых популярных в современной Грузии исполнительниц. За пределами родной страны журналисты и слушатели называют её «новой Нани Брегвадзе». 14 апреля 2012 года на Первом национальном стартовало вокальное шоу «10+10», в котором Софо Геловани приняла участие в паре с украинским певцом Эдуардом Романютой.

## Евровидение
Посредством внутреннего отбора, национальный вещатель Грузии GPB, выбрало Софо представителем Грузии на «Евровидение-2013», вместе с Нодико Татишвили. Песню написал Томас Г:сон, автор песни «Euphoria», выигравшей конкурс в 2012 году. В финале конкурса представители Грузии заняли 15 место, набрав 50 баллов.

## Семья
В 2007 году вышла замуж за потомственного врача Нодара Ландия.